# Светско првенство у скоковима у воду 2017 — даска 3 м за жене
Такмичење у скоковима у воду за жене у дисциплини даска 3 метра на Светском првенству у скоковима у воду 2017. одржано је 20. јул (квалификације и полуфинале) и 21. јула (финале) 2017. године као део програма Светског првенства у воденим спортовима. Такмичења су се одржала у базену Дунав арене у Будимпешти (Мађарска).
Учестовало је укупно 40 такмичарки из 25 земаља. Титулу светског првака са успехом је одбранила Кинескиња Ши Тингмао која је у финалу убедљиво славила са 383,50 бодова испред сународнице Ванг Хан и Канађанке Џенифер Абел.

## Освајачи медаља
|                  | Резултат |                | Резултат |                    | Резултат |
|                  |          |                |          |                    |          |
| Ши Тингмао (КИН) | 383,50   | Ванг Хан (КИН) | 359,40   | Џенифер Абел (КАН) | 351,55   |

## Учесници по земљама
На такмичењу је учестовало укупно 40 такмичарки из 25 земаља. Свака од земаља имала је право да учествује са максимално 2 такмичара у овој дисциплини.
- Аустралија (2)
- Белорусија (1)
- Бразил (2)
- Велика Британија (2)
- Египат (1)
- Италија (1)
- Јужна Африка (2)
- Јужна Кореја (2)
- Канада (2)
- Кина (2)
- Колумбија (1)
- Куба (1)
- Литванија (1)
- Малезија (2)
- Мексико (2)
- Немачка (2)
- Нови Зеланд (1)
- Пољска (1)
- Румунија (1)
- Русија (2)
- Сједињене Државе (2)
- Украјина (2)
- Холандија (2)
- Хрватска (1)
- Швајцарска (2)

## Резултати
Квалификације у којима је учестовало 40 такмичарки одржале су се 20. јула у јутарњем делу програма (од 10:00 часова), а пласман у полуфинале остварило је 18 најбоље пласираних такмичарки. Полуфинала су одржана истог дана у поподневном делу програма (од 15:30 часова), а пласман у финале остварило је 12 најбоље пласираних такмичарки. Финале је одржано 21. јула са почетком од 18:30 часова.
| ПЛ. | Такмичарка           | Репрезентација   | Квалификације | Квалификације | Полуфинале        | Полуфинале        | Финале            | Финале            |
| ПЛ. | Такмичарка           | Репрезентација   | Поена         | Плас.         | Поена             | Плас.             | Поена             | Плас.             |
| --- | -------------------- | ---------------- | ------------- | ------------- | ----------------- | ----------------- | ----------------- | ----------------- |
|     | Ши Тингмао           | Кина             | 353,30        | 01.           | 380,45            | 1.                | 383,50            | 1.                |
| 2   | Ванг Хан             | Кина             | 344,35        | 02.           | 354,90            | 2.                | 359,40            | 2.                |
| 3   | Џенифер Абел         | Канада           | 335,00        | 03.           | 337,60            | 4.                | 351,55            | 3.                |
| 04. | Грејс Рид            | Велика Британија | 284,00        | 14.           | 309,60            | 8.                | 336,70            | 4.                |
| 05. | Медисон Кини         | Аустралија       | 310,95        | 06.           | 324,80            | 5.                | 335,50            | 5.                |
| 06. | Памела Вер           | Канада           | 317,25        | 05.           | 338,25            | 3.                | 335,10            | 6.                |
| 07. | Кристина Иљиних      | Русија           | 317,85        | 04.           | 311,90            | 7.                | 319,40            | 7.                |
| 08. | Инге Јансен          | Холандија        | 307,75        | 07.           | 303,45            | 10.               | 307,85            | 8.                |
| 09. | Марија Пољакова      | Русија           | 288,75        | 11.           | 294,60            | 11.               | 299,20            | 9.                |
| 10. | Нур Дабита Сабри     | Малезија         | 285,10        | 13.           | 321,70            | 6.                | 292,35            | 10.               |
| 11. | Анабел Смит          | Аустралија       | 299,10        | 08.           | 306,75            | 9.                | 268,95            | 11.               |
| 12. | Џулија Винсент       | Јужна Африка     | 270,20        | 17.           | 289,65            | 12.               | 265,90            | 12.               |
| 13. | Нг Јен Ји            | Малезија         | 291,10        | 10.           | 285,30            | 13.               | Нису се пласирале | Нису се пласирале |
| 14. | Долорес Ернандез     | Мексико          | 293,00        | 09.           | 285,05            | 14.               | Нису се пласирале | Нису се пласирале |
| 15. | Аранча Чавез         | Мексико          | 266,10        | 18.           | 278,25            | 15.               | Нису се пласирале | Нису се пласирале |
| 16. | Анастасија Недобига  | Украјина         | 273,00        | 16.           | 274,65            | 16.               | Нису се пласирале | Нису се пласирале |
| 17. | Аљона Хамулкина      | Белорусија       | 285,20        | 12.           | 273,35            | 17.               | Нису се пласирале | Нису се пласирале |
| 18. | Ким Нами             | Јужна Кореја     | 281,10        | 15.           | 272,25            | 18.               | Нису се пласирале | Нису се пласирале |
| 19. | Дафне Вилс           | Холандија        | 264,50        | 19.           | Нису се пласирале | Нису се пласирале | Нису се пласирале | Нису се пласирале |
| 20. | Елена Бертоки        | Италија          | 262,35        | 20.           | Нису се пласирале | Нису се пласирале | Нису се пласирале | Нису се пласирале |
| 21. | Жесика Флоријен Фавр | Швајцарска       | 261,15        | 21.           | Нису се пласирале | Нису се пласирале | Нису се пласирале | Нису се пласирале |
| 22. | Каја Скжек           | Пољска           | 260,35        | 22.           | Нису се пласирале | Нису се пласирале | Нису се пласирале | Нису се пласирале |
| 23. | Тами Такаги          | Бразил           | 257,45        | 23.           | Нису се пласирале | Нису се пласирале | Нису се пласирале | Нису се пласирале |
| 24. | Мишел Хајмберг       | Швајцарска       | 253,50        | 24.           | Нису се пласирале | Нису се пласирале | Нису се пласирале | Нису се пласирале |
| 25. | Брук Шулц            | Сједињене Државе | 248,80        | 25.           | Нису се пласирале | Нису се пласирале | Нису се пласирале | Нису се пласирале |
| 26. | Кетрин Торенс        | Велика Британија | 245,50        | 26.           | Нису се пласирале | Нису се пласирале | Нису се пласирале | Нису се пласирале |
| 27. | Маха Ејса            | Египат           | 245,40        | 27.           | Нису се пласирале | Нису се пласирале | Нису се пласирале | Нису се пласирале |
| 28. | Марцела Марић        | Хрватска         | 245,35        | 28.           | Нису се пласирале | Нису се пласирале | Нису се пласирале | Нису се пласирале |
| 29. | Анка Серб            | Румунија         | 244,95        | 29.           | Нису се пласирале | Нису се пласирале | Нису се пласирале | Нису се пласирале |
| 30. | Микаела Бутер        | Јужна Африка     | 231,40        | 30.           | Нису се пласирале | Нису се пласирале | Нису се пласирале | Нису се пласирале |
| 31. | Мун Најун            | Јужна Кореја     | 230,30        | 31.           | Нису се пласирале | Нису се пласирале | Нису се пласирале | Нису се пласирале |
| 32. | Луана Лира           | Бразил           | 228,85        | 32.           | Нису се пласирале | Нису се пласирале | Нису се пласирале | Нису се пласирале |
| 33. | Елизабет Куј         | Нови Зеланд      | 221,70        | 33.           | Нису се пласирале | Нису се пласирале | Нису се пласирале | Нису се пласирале |
| 34. | Женевијев Грин       | Литванија        | 220,95        | 34.           | Нису се пласирале | Нису се пласирале | Нису се пласирале | Нису се пласирале |
| 35. | Тина Пунцел          | Немачка          | 220,30        | 35.           | Нису се пласирале | Нису се пласирале | Нису се пласирале | Нису се пласирале |
| 36. | Дијана Пинеда        | Колумбија        | 218,55        | 36.           | Нису се пласирале | Нису се пласирале | Нису се пласирале | Нису се пласирале |
| 37. | Криста Палмер        | Сједињене Државе | 216,70        | 37.           | Нису се пласирале | Нису се пласирале | Нису се пласирале | Нису се пласирале |
| 38. | Хана Писменска       | Украјина         | 216,60        | 38.           | Нису се пласирале | Нису се пласирале | Нису се пласирале | Нису се пласирале |
| 39. | фридерике Фрејер     | Немачка          | 212,40        | 39.           | Нису се пласирале | Нису се пласирале | Нису се пласирале | Нису се пласирале |
| 40. | Присис Руиз          | Куба             | 196,00        | 40.           | Нису се пласирале | Нису се пласирале | Нису се пласирале | Нису се пласирале |